# Task force
En task force (alt. joint task force el. combined task force) er en sammensat styrke der arbejder frem mod et fælles mål. Task force kan oversættes til "arbejdsgruppe", "ekspertgruppe" eller "afdeling med særlig opgave", men oftest bruges "task force" på dansk – med og uden mellemrum.
Anvendelsen er oftest i militær sammenhæng, hvor en task force er en – ofte multinational – sammenslutning af kampenheder, der opererer under et givent mandat; f.eks. et FN-mandat.
Sammenslutningen stiller f.eks. land-, flåde- og flystyrker eller civile støttefunktioner til rådighed for en fælles organisation med henblik på at løse en given opgave.
Begrebet finder også anvendelse på Wikipedia, som f.eks. har en AA-Taskforce, der er en sammensat styrke der arbejder frem mod at opnå højre artikelkvalitet gennem flere anbefalede artikler. AA-Taskforcen er delt op i mindre taskforces efter nogle fokusområder f.eks. Taskforce Metal der "har til mål at standardisere og forbedre artikler som har forbindelse til heavy metal og dennes undergenrer, såvel som at oprette manglende artikler og sikre at heavy metal-relaterede artikler er repræsenteret blandt de anbefalede artikler".